# Лаксембург (Висконсин)
Лаксембург (енгл. Luxemburg) град је у америчкој савезној држави Висконсин.

## Демографија
По попису из 2010. године број становника је 2.515, што је 580 (30,0%) становника више него 2000. године.
| Група             | 2000.         | 2010.         |
| Белци             | 1.907 (98,6%) | 2.417 (96,1%) |
| Афроамериканци    | 2 (0,1%)      | 5 (0,2%)      |
| Азијати           | 5 (0,3%)      | 2 (0,1%)      |
| Хиспаноамериканци | 9 (0,5%)      | 63 (2,5%)     |
| Укупно            | 1.935         | 2.515         |